# Bertheauville
Bertheauville és un municipi francès situat al departament del Sena Marítim i a la regió de Normandia. L'any 2007 tenia 120 habitants.

## Demografia

### Població
El 2007 la població de fet de Bertheauville era de 120 persones. Hi havia 32 famílies de les quals 12 eren parelles sense fills i 20 parelles amb fills.
La població ha evolucionat segons el següent gràfic:
Habitants censats

### Habitatges
El 2007 hi havia 45 habitatges, 35 eren l'habitatge principal de la família i 10 eren segones residències. Tots els 42 habitatges eren cases. Dels 35 habitatges principals, 26 estaven ocupats pels seus propietaris i 9 estaven llogats i ocupats pels llogaters; 1 tenia dues cambres, 5 en tenien tres, 10 en tenien quatre i 19 en tenien cinc o més. 33 habitatges disposaven pel capbaix d'una plaça de pàrquing. A 15 habitatges hi havia un automòbil i a 18 n'hi havia dos o més.

### Piràmide de població
La piràmide de població per edats i sexe el 2009 era:
| Homes | Edats   | Dones |
| ----- | ------- | ----- |
| 0     | 95 o +  | 0     |
| 0     | 90 a 94 | 0     |
| 0     | 85 a 89 | 0     |
| 0     | 80 a 84 | 0     |
| 0     | 75 a 79 | 0     |
| 0     | 70 a 74 | 0     |
| 0     | 65 a 69 | 4     |
| 0     | 60 a 64 | 0     |
| 0     | 55 a 59 | 0     |
| 8     | 50 a 54 | 0     |
| 4     | 45 a 49 | 8     |
| 8     | 40 a 44 | 4     |
| 4     | 35 a 39 | 8     |
| 0     | 30 a 34 | 4     |
| 0     | 25 a 29 | 0     |
| 0     | 20 a 24 | 0     |
| 8     | 15 a 19 | 4     |
| 4     | 10 a 14 | 8     |
| 4     | 5 a 9   | 12    |
| 0     | 0 a 4   | 0     |

## Economia
El 2007 la població en edat de treballar era de 81 persones, 45 eren actives i 36 eren inactives. De les 45 persones actives 41 estaven ocupades (29 homes i 12 dones) i 4 estaven aturades (3 homes i 1 dona). De les 36 persones inactives 11 estaven jubilades, 10 estaven estudiant i 15 estaven classificades com a «altres inactius».

## Equipaments sanitaris i escolars
El 2009 hi havia una escola elemental.

## Poblacions més properes
El següent diagrama mostra les poblacions més properes.